# Greg Walsh
Greg Walsh (...) è un musicista e produttore discografico inglese.

## Biografia
Greg Walsh nasce come musicista polistrumentale (piano, trombone, percussioni e di musica elettronica in generale), collaborando con artisti come Gary Glitter, Alvin Stardust, The Bay City Rollers, Hello, Mud e Sweet. Successivamente la sua carriera prosegue come tecnico del suono: in questo ambito partecipa ad eventi celebri come le sessioni jazz del trio di Dudley Moore o il live di The Wall per i Pink Floyd.
Nel 1974 vince l'Award del New Musical Express per il singolo New York, New York di Gerrard Kenny. Il suo primo disco di platino lo ottenne con il singolo Boogie Nights degli Heatwave, al quale seguirono successi come Knock on Wood di Amii Stewart o Dancing With The Captain e Heaven On The Seventh Floor di Paul Nicholas. Sempre come ingegnere inizia a lavorare in Italia con Lucio Battisti per l'album Una donna per amico.
Successivamente Walsh inizia la sua carriera di produttore lavorando per il primo album da solista di Nona Hendryx dopo la separazione dai Labelle, conoscendo un buon successo con il singolo You're The Only One That I Ever Needed. Con il gruppo inglese Landscape inizia le sue sperimentazioni di musica elettronica. Altro lavoro di Walsh fu l'album Paris dei Dollar. In Italia, Walsh torna per produrre con Lucio Battisti l'album E già, il primo dopo la separazione di Battisti da Mogol.
Ha lavorato anche con Tina Turner, Amii Stewart, Ron, Ornella Vanoni, Mango, Adriano Pappalardo, Gianluca Grignani.
Attualmente Walsh dirige la casa discografica Arkrecords ed il servizio di download di contenuti digitali Arkade.

## Partecipazioni con artisti italiani
Lucio Battisti
- 1978: Una donna per amico (tecnico del suono)
- 1980: Una giornata uggiosa (tecnico del suono)
- 1982: E già (produzione, arrangiamento)
- 1986: Don Giovanni (produzione, batteria)
- 1990: La sposa occidentale (produzione, arrangiamento)

Adriano Pappalardo
- 1982: Immersione (produzione e suono)

Ron
- 1992: Le foglie e il vento
- 1994: Angelo
- 1997: Stelle

Ornella Vanoni
- 1987: O

Lucio Dalla
- 1993: Henna (produzione)

Rosario Di Bella
- 1993: Non volevo

Tosca
- 1996: Vorrei incontrarti tra cent'anni

Gianluca Grignani
- 1996: La fabbrica di plastica

Mango
- 1997: Credo